# Аскетизм (защитный механизм)
Аскети́зм (психоанализ) (от рус. аске́за, от греч. ασκεσις — «упражнение») — адаптивный механизм психологической защиты. Термин был предложен Зигмундом Фрейдом, основателем психоанализа, в дальнейшем понятие развила его дочь Анна Фрейд. Впоследствии термин перешел в «самоограничение» и стал определяться как один из вторичных защитных адаптивных механизмов.
Аскетизм в психологии следует понимать, как отрицание, отказ и подавление в себе чувственных стремлений. При проявлении защитного механизма исчезает желание и тяга к достижению определённых социальных целей или желаний.
Изначально аскетизм как механизм психологической защиты был описан в работе Анны Фрейд «Психология Я и защитные механизмы» и определён как подавление и отрицание всех инстинктивных побуждений.
Анна Фрейд при описании данного защитного механизма основывалась на поведении подростков, приводя их проблемы в пример проявления аскетизма.
А. Фрейд указывала на то, что данный механизм характерен в большей степени для возрастной категории подростков. Примером данного механизма на практике является недовольство своей внешностью и стремление к её изменению. Следствие ситуации подобного типа — защитное поведение, а именно аскетизм (самоограничение).